# أرام النهرين

أرام النهرين  هو المصطلح التوراتي لمنطقة تقع في أعالي (شمال) بلاد ما بين النهرين (بلاد الرافدين) على طول إلتواء نهر الفرات. يذكر هذا المصطلح خمس مرات في الكتاب العبري  أو العهد القديم. في سفر التكوين، يتم استخدام هذا المصطلح نوعا ما كمرادف، إلى حد ما، مع الأسماء بادن آرام ‏ و هاران للدلالة على المكان الذي أقام فيه إبراهيم لفترة وجيزة مع عائلة والده، تارح، بعد مغادرة أور الكلدانيين، حيث كان في الطريق لكنعان (سفر التكوين 11:31)، والمكان الذي حصل منه الآباء في وقت لاحق على زوجات، بدلاً من الزواج من بنات كنعان.

## الموقع وعلم أصول الكلمات
يترجم كل من يوسيفوس فلافيوس والترجمة السبعينية الاسم على أنه Mesopotamia أي بلاد ما بين النهرين أو بلاد الرافدين . استخدم الكتاب القدماء فيما بعد اسم Mesopotamia «بلاد ما بين النهرين» لجميع الأراضي الواقعة ما بين دجلة والفرات. ومع ذلك، فإن استخدام الاسم العبري «آرام نهارايم» لا يتطابق مع هذا الاستخدام اللاحق لـ Mesopotamia «بلاد ما بين النهرين»، وهو مصطلح عبري يشير إلى المنطقة الشمالية داخل بلاد ما بين النهرين (بلاد الرافدين).
لم تكن ترجمة اسم Mesopotamia ، أي «بلاد ما بين النهرين» أو «بلاد الرافدين»، متسقة - تستخدم الترجمة السبعينية أيضًا ترجمة أكثر دقة مثل «بلاد ما بين النهرين في سوريا» بالإضافة إلى «أنهار سوريا».

## روابط خارجية
- أرض عرام (سوريا)